# 富士見村 (長野県)
富士見村（ふじみむら）は、かつて長野県諏訪郡にあった村。現在の富士見町大字富士見にあたる。
後述の通り当村と3つの村の新設合併によって富士見町が誕生したため、現在の富士見町とは別の自治体である。

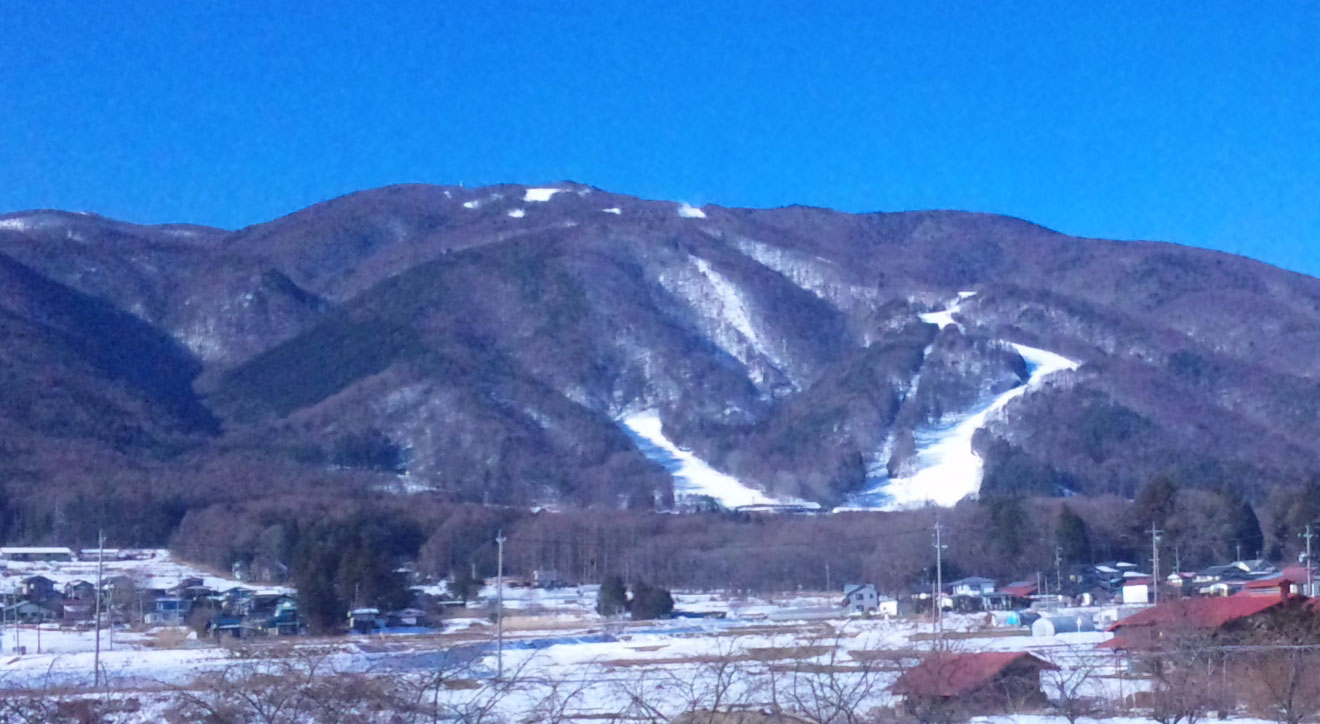
すずらんの里駅付近から見た入笠山

## 地理
- 山：入笠山、程久保山、釜無山、白岩岳、横岳
- 河川：釜無川、武智川、宮川

## 歴史
- 1874年（明治7年）10月25日 - 筑摩県諏訪郡木間村・休戸村・花場新田村・横吹新田村・芓木村・若宮新田村・松目新田村・大平新田村・栗生新田村・御射山神戸村が合併して富士見村となる[2][3]。
- 1876年（明治9年）8月21日 - 長野県の所属となる。
- 1889年（明治22年）4月1日 - 町村制の施行により、富士見村が単独で自治体を形成[3]。
- 1955年（昭和30年）4月1日 - 境村・本郷村・落合村と合併して富士見町が発足[4]。同日富士見村廃止。

## 行政

### 村長
村長、助役、収入役は以下の通りである。
- 細川直行 1889年5月27日 - 1890年12月5日[5]
- 丸山亀三郎 1890年12月19日 - 1894年4月6日[5]
- 小川忠作 1893年2月22日 - 1893年2月10日[5]
- 矢沢正雄 1895年4月5日 - 1899年4月4日[5]
- 小林勘治郎 1899年5月5日 - 1900年5月29日[5]
- 小林定市 1900年6月13日 - 1901年1月31日[5]
- 窪田染右衛門 1901年2月16日 - 1903年12月26日[5]
- 細川鳥角 1904年1月20日 - 1906年3月28日[5]
- 名取久吉 1906年3月30日 - 1907年3月31日[5]
- 名取為吉 1907年4月14日 - 1908年9月13日[5]
- 追川利重 1908年9月14日 - 1909年5月6日[5]
- 樋口長兵衛 1909年6月6日 - 1912年4月4日[5]
- 小林定市 1912年4月18日 - 1912年10月18日[5]
- 小林勘治郎 1914年4月4日 - 1918年4月7日[5]
- 伊藤五郎右衛門 1918年4月13日 - 1919年4月10日[5]
- 細川玖琅[1]
- 小川脩平[1]
- 樋口隆次[5]

### 助役
- 前島久長[1]

### 収入役
- 久保田源一[1]

## 経済

### 産業
産物は薪炭木材、寒心太、石灰、農産養蚕。
企業
- 富士見銀行本店、支店[1]

農業
土地は田239町6反歩、畑281町2反歩。山林官有地1155町歩。民有地1143町3反歩。原野1562町8反歩。

## 施設
- 富士見町立富士見高原中学校
- 長野県富士見高等学校
- 裁判所出張所[1]
- 御射山神社[1]
- 富士見公園[1]

## 交通

### 鉄道
- 日本国有鉄道
  - 中央本線
    - 富士見駅

上記に加えて、現在は旧村域にすずらんの里駅が所在するが、当時は未開業。

### 道路
- 国道20号

現在は旧村域に中央自動車道の諏訪南インターチェンジが所在するが、当時は未開通。

## 出身・ゆかりのある人物
- 小川金治 - 銀行家。富士見銀行取締役。
- 小川三郎 - 医師。
- 小川平吉[1] - 弁護士・衆議院議員。司法大臣、鉄道大臣等を歴任。
- 三浦こう - 女医。
- 河角廣 - 地震学者。
- 私市保彦 - フランス文学者。戦争中に富士見村に個人疎開。
- 樋口勘次郎 - 教育学者。
- 名取小一 - 実業家。なとり代表取締役社長。